# ويل يومانز
ويل يومانز (بالإنجليزية: Will Youmans)‏ هو صحفي أمريكي، ولد في 9 فبراير 1978.